# Bruno & Marrone
Bruno & Marrone sono un duo musicale sertanejo brasiliano composto dai goiani Vinícius Félix de Miranda (1969 - Goiânia), conosciuto con il nome d'arte Bruno , e da José Roberto Ferreira (1964 - Buriti Alegre), noto come Marrone.

## Storia
Bruno ha cantato come solista per 10 anni prima di conoscere il duo Leandro e Leonardo ai quali si sarebbe poi rivolto nella ricerca di un partner musicale. Furono loro a fargli conoscere Marrone, un musicista di Concertina. Il disco del loro debutto è avvenuto nel 1995, prodotto dalla Warner Music, da allora hanno avuto una brillante carriera con più di un album all'anno. Nel 2002 hanno vinto un Grammy Latino per uno dei loro DVD.
Simpatizzanti dell'estrema destra al pari di molti altri artisti della musica sertaneja, nel 2019 Bruno e Marrone sono stati nominati "ambasciatori del turismo" da Jair Bolsonaro, per promuovere cioè il turismo divulgando i vari aspetti della cultura brasiliana.

## Discografia
*Disponibile anche in DVD
- (1995) Bruno & Marrone
- (1996) Bruno & Marrone - Vol. 2
- (1997) Acorrentado em você
- (1998) Viagem
- (1999) Cilada de Amor
- (2000) Paixão Demais
- (2001) Acústico
- (2001) Acústico ao Vivo*
- (2002) Minha Vida, Minha Música
- (2002) Sonhos, Planos e Fantasias
- (2003) Inevitável
- (2004) Ao Vivo*
- (2005) Meu Presente é Você
- (2006) Ao Vivo em Goiânia*
- (2007) Acústico II*
- (2009) De Volta aos Bares*
- (2010) Sonhando
- (2011) Juras de Amor
- (2012) Pela Porta da Frente*
- (2014) Agora*
- (2017) Ensaio*
- (2019) Studio Bar*

## Premi
- Grammy latino 2002: primo DVD d'oro nella storia della musica brasiliana
- Migliori dell'anno ("Domingão do Faustão" di Rede Globo) 2002, 2003 e 2004.
- Crowley Best (record dell'esecuzione di Dormi na Praça nel 2002).